# Santa Inês (Maranhão)
Santa Inês, amtlich portugiesisch Município de Santa Inês, ist eine brasilianische Gemeinde im Bundesstaat Maranhão. Ihre Bevölkerungszahl wurde zum 1. Juli 2020 auf 89.489 Einwohner geschätzt, die auf einer Gemeindefläche von rund 786,7 km² leben und Santa-Inesenser (santa-inesenses) genannt werden. Die Gemeinde steht an 13. Stelle der 217 Munizips des Bundesstaates. Die Entfernung zur Hauptstadt São Luís beträgt 250 km. Sie ist Teil der geostatistischen Großregion Região Nordeste (Nordostregion).
In Santa Inês befindet sich die Außenstelle Centro de Estudos Superiores de Santa Inês (CESSIN) der Universidade Estadual do Maranhão. Erreichbar ist der Ort über die BR-316, BR-222 und  MA-320. Die Gemeinde verfügt über den regionalen Flughafen Santa Inês (Aeroporto Regional João Silva) und den Flugplatz Aeródromo de Santa Inês.

## Geographie
Umliegende Gemeinden sind im Nordosten Monção, im Osten Vitorino Freire und Bela Vista do Maranhão, im Südosten Altamira do Maranhão, im Westen Pindaré-Mirim und Tufilândia.
Das Biom ist Amazonischer Regenwald.

## Klima
Die Gemeinde hat tropisches Klima, Am nach der Klimaklassifikation nach Köppen und Geiger. Die Durchschnittstemperatur ist 27,3 °C. Die durchschnittliche Niederschlagsmenge liegt bei 1878 mm im Jahr. Es gibt wenige Trockenperioden.

## Bevölkerungsentwicklung
| Jahr | Einwohner | Stadt  | Land  |
| --- | --------- | ------ | ----- |
| 1991 | 60.433    | 54.035 | 6.398 |
| 2000 | 67.838    | 63.030 | 4.808 |
| 2010 | 77.282    | 73.197 | 4.085 |
| 2020 | 89.489    | ?      | ?     |
| Hier fehlt eine Grafik, die leider im Moment aus technischen Gründen nicht angezeigt werden kann. Wir arbeiten daran! |           |        |       |

Quelle: IBGE (2011)

## Durchschnittseinkommen und Lebensstandard
Das monatliche Durchschnittseinkommen betrug 2017 den Faktor 1,8 des brasilianischen Mindestlohns (Salário mínimo) von R$ 880,00 (umgerechnet für 2019: rund 358 €). Der Index der menschlichen Entwicklung (HDI) ist mit 0,674 für 2010 als mittel eingestuft. 2017 waren 11.134 Personen oder 12,7 % der Bevölkerung als im Arbeitsverhältnis stehend gemeldet, 40,5 % der Bevölkerung hatten 2010 ein Einkommen von der Hälfte des Minimallohns.
Das Bruttosozialprodukt pro Kopf betrug 2016 rund 14.691 R$, das Bruttosozialprodukt der Gemeinde belief sich auf rund 1230,5 Mio. R$.

## Analphabetenquote
Santa Inês hatte 1991 eine Analphabetenquote von 43,1 %, die sich bei der Volkszählung 2010 bereits auf 22,8 % reduziert hatte. Rund 30 % der Bevölkerung waren 2010 Kinder und Jugendliche bis 15 Jahre.

## Ethnische Zusammensetzung
Ethnische Gruppen nach der statistischen Einteilung des IBGE (Stand 2000 mit 68.321 Einwohnern, Stand 2010 mit 77.282 Einwohnern): Von diesen lebten 2010 73.191 Einwohner im städtischen Bereich und 4085 im ländlichen Raum.
| Gruppe      | Anteil 2000 | Anteil 2010 | Anmerkung                        |
| ----------- | ----------- | ----------- | -------------------------------- |
| Brancos     | 21.801      | ▼ 18.600    | Weiße, Nachfahren von Europäern  |
| Pardos      | 40.713      | ▲ 48.692    | Mischrassige, Mulatten, Mestizen |
| Pretos      | 5.239       | ▲ 8.506     | Schwarze                         |
| Amarelos    | 8           | ▲ 1.326     | Asiaten                          |
| Indígenas   | 119         | ▲ 158       | indigene Bevölkerung             |
| ohne Angabe | 442         | –           |                                  |

## Söhne und Töchter der Stadt
- Pabllo Vittar (* 1994), Sänger und Dragqueen